# David Albertovics Baev
David Albertovics Baev (oroszul: Давид Альбертович Баев, Vlagyikavkaz, 1997. november 7. –) orosz szabadfogású birkózó. A 2019-es birkózó-világbajnokságon aranyérmet nyert 70 kg-os súlycsoportban, szabadfogásban. A 2018-as és a 2017-es orosz nemzeti bajnokságon bronzérmes, 2019-ben aranyérmes lett 70 kg-os súlycsoportban.

## Sportpályafutása
A 2019-es birkózó-világbajnokságon a döntő során a kazah Nurkozsa Kaipanov volt ellenfele, akit 14–2-re legyőzött.